# 舊科羅拉多城
舊科羅拉多城（英語：Old Colorado City）是位於美國科羅拉多州艾爾帕索縣的一個非建制地區。該地的面積和人口皆未知。

## 地理
舊科羅拉多城的座標為38°50′53″N 104°51′51″W / 38.84806°N 104.86417°W，而該地的平均海拔高度為1839米（即6035英尺）。